# مود دب
مود دب (Mod DB) هو موقع ويب يُركز على تعديل ألعاب الفيديو. أُسِس عام 2002 بواسطة سكوت ريزمانيس. اعتبارًا من سبتمبر 2015، تلقى الموقع أكثر من 604 مليون مشاهدة، وسجل أكثر من 12500 تعديل، واستضاف أكثر من 108 مليون عملية تنزيل. عام 2010، أنبثق منه موقع إلكتروني آخر إندي دب (Indie DB)، ويُركّز على الألعاب المُستقلة والأخبار.
موب دب وهي اختصاراً لكلامة Mod Database أي قاعدة بيانات التعديل، والتي تُركز على تعديل ألعاب الفيديو.

## التاريخ
سكوت ريزمانيس، وهو مطوّر مواقع الويب من ملبورن في أستراليا، سعى أولاً إلى تطوير الويب كهواية، حيث أنشأ موقعين مُخصصين لألعاب الفيديو. بعد ذلك، قام بشراء نطاق ChaosRealm.com وشكل شبكة Realm Network. تتألف الشبكة من أكثر من عشرين موقعًا، أحدها كان سابقًا لـ موب دب، ModRealm. تم إطلاق ModRealm عام 1998، وكان مُخصصًا في البداية لرموز الغش في كاونتر سترايك قبل أن يُصبح موقعًا إلكترونيًا مُعدّلاً. لكن توقف الموقع عن العمل في تاريخ 17 ديسمبر 2001، عندما أُغلاقت شبكته بعد أن رفعت خدمة الأستضافة، بلاي نت دعوى الإفلاس.
كان الدافع وراء ريزمانيس لبدء موقع ويب جديد هو صعوبة البحث عن التعديلات على مُحرك البحث المُهيمن آنذاك ألتافيستا، ناهيك عن التعديلات التي صَدرت للجُمهور. وبدأ تطوير موب دب في 11 يناير 2002، بعد هيكلة قاعدة بيانات IMDb في هذه العملية. أُطلاق الموقع تحت عنوان Mod Database في 8 يونيو 2002. وكان يختلف عن مواقعهِ السابقة في المقالات التي كانت تُدار من قِبل المُجتمع، وليس فقط مؤسس الموقع. وسّع موب دب بسرعة نسبة المُشاهدة وحجم قاعدة البيانات. وفي عام 2006، أطلق فريق موب دب برنامج Addon DB ، والذي كان يُهدف إلى سرد محتوى إضافي للألعاب غير القابلة للتطبيق ضمن فئة تعديلات اللعبة. وهذا يشمل النماذج واللون الشاشة والخرائط. ومنذ عام واحد فقط في الخدمة، تم دمجه في موب دب.
كان ريزمانيس مُستشارًا لتكنولوجيا المعلومات في أكسنتشر وكان ينوي إبقاء موب دب كهواية، لكنه ترك الشركة لتأسيس DesuraNET كشركة أستضافة لموقع الويب، نقلا بنفقات تشغيل الموقع وتذكّره مُحاولة آي جي إن عام 2006 للحصول عليها. تم دمج موب دب في DesuraNET ، وهي خدمة توزيع رقمية تركز على الألعاب المُستقلة. تم افتتاح الخدمة في أبريل 2010 كمنافس لشركة فالف ستيم.

## الميزات
الغرض من موب دب هو سرد التعديلات والملفات والبرامج التعليمية والمعلومات الخاصة بأي ألعاب يمكن تعديلها بمُحتوى من صُنع المُستخدم. يتم تشجيع مُشاركة المجتمع بشدة، ويسمح لأي تعديل للعبة مع موقع ويب بنشر معرض صور وأخبار وطلبات للمُساعدة. كانت نوايا سكوت مُنذ البداية، هي إشراك المُجتمع بشكلاً كبير في إنشاء وتطوير الموقع. تحقيقاً لهذه الغاية، تم اختيار الأعضاء الأكثر نشاطاً كوسطاء وإداريين. يبقى الموظفون الأساسيون بشكلاً عام كما هو، بينما يتم تناوب المناصب الأدنى بشكلاً كبير بين الوسطاء المُتدربين والمُرشحين الإداريين. يعمل موظفو الموقع في الغالب كمرافقين أو أمناء مكتبات، مع الحفاظ على المُحتوى المُناسب متاحًا للجمهور وعرض المحتوى الأكثر استثنائية.
يحتوي موب دب على نهجاً مُتساهلاً بشأن المحتوى المسموح به على موقع الويب، ولكن أنواع المُحتوى المحظور بموجب شروط الاستخدام الخاصة به تشمل المحتوى الإباحي والتشهيري والفاحش، وكذلك المواد التي تحرّض على الجريمة أو الكراهية، وتنتهك قانون المُلكية الفكرية بموجب شروط قانون حقوق الطبع والنشر لأستراليا وقانون حقوق المؤلف للألفية الرقمية، أو خلاف ذلك «يسيء إلى سُمعة [موقع الويب].» ومع ذلك، تلقى الموقع اهتمامًا إعلاميًا رئيسيًا عندما استضاف في أوائل عام 2011 لعبة مُعدّلة تسمى School Shooter: North American Tour 2012 ، وهي عبارة عن تعديل للعبة هاف-لايف 2، حيث يُفترض اللاعب دور طالب في المدرسة يُهدف إلى قتل أكبر عدد مُمكن من الأشخاص قبل إيقافه من قبل الشرطة وأعضاء قوات التدخل السريع. أدت فرضية التعديل إلى موجة من الرسائل الإلكترونية التي تتهم الموقع بالمشاركة في المشروع، مما دفع الموقع إلى إغلاقه في مارس.

## تعديل العام
تُهدف مُسابقة موب دب للعام ، وهي جوائز «مُفتاح البراغي الذهبيّ»، إلى وضع معايير الصناعة في منح تعديلات مُبتكرة وعالية الجودة. يتم اختيار التعديلات من خلال تصويت المُجتمع ثم تتم مراجعتها من قبل الموظفين لإنتاج القائمة النهائية للفائزين. تُهدف المسابقة إلى تشجيع جميع مجالات التعديل، بفئات مُختلفة مثل الرسومات وطريقة أسلوب اللعب، بالإضافة إلى الفائز «الأفضل» التقليدي. من بين الفائزين البارزين Garry's Mod في تعديل للعبة نصف الحياة 2 في عام 2005،  التمرد: قتال المشاة الحديث في تعديل للعبة هاف-لايف 2 في عام 2007،  بلاك ميسا في تعديل للعبة هاف-لايف في عام 2012،  و Brutal Doom for دوم في 2017. وبالمثل، تستعرض قاعة مشاهير التعديلات في موب دب ما تعتبره أعظم التعديلات في عام إصدارها. يشمل ببجي في تعديل للعبة آرما 3 في عام 2014.

### إندي دب
إندي دب (Indie DB) هو فرع من موب دب تم إطلاقه في يونيو 2010. وهو مُخصص للألعاب المُستقلة ويعمل كمستودع لتلك الألعاب. مثل موب دب، يستضيف موقع الويب مُسابقة سنوية لأفضل لعبة مُستقلة لهذا العام، مع التصويت على الألعاب في الفئات وبشكلاُ عام. أيضًا مثل موب دب، يتم اختيار المُرشحين من قبل مُحرري الموقع ويتم التصويت عليهم من قبل القُرّاء. الفائزون بجوائز إندي العام the Indie of the Year تشمل ماينكرافت بواسطة موجانغ في عام 2010، و RimWorld بواسطة استوديوهات لوديون في عام 2016.

## روابط خارجية
- موقع Mod DB
- موقع Indie DB
- ديبوليكال